# 白腹蜂鸟
白腹蜂鸟（学名：Elliotomyia chionogaster），是雨燕目蜂鸟科的一种鸟类，该物种原属于桂红蜂鸟属。
白腹蜂鸟体重约5克，翼长约57.7毫米，嘴峰长约25.6毫米，喙宽度约2.5毫米，喙厚度约2.2毫米，跗蹠长约6.2毫米，尾长约32.1毫米。白腹蜂鸟在其分布区内为留鸟，其栖息在半开放的灌木丛中，食性为草食性，主要食物来源是植物的花蜜。

## 亚种
- ：分布于秘鲁北部和中部。
- ：分布于秘鲁东南部至玻利维亚、巴拉圭、阿根廷西北部和巴西马托格罗索州。[4]